# Nonea
Nonea (Medik.)  è un genere di piante della famiglia delle Boraginacee.

## Descrizione
Comprende piante annuali con radice sottile e fusiforme, o perenni con radice robusta e ingrossata, ruvide ed ispide per la presenza di setole a cui, in alcune specie, sono frammisti dei peli ghiandolari.

I fiori, pentameri, sono portati in cime terminali, bratteate.
 
Il calice, diviso fino a 1/4-2/3, è accrescente e raggiunge, dopo la fruttificazione, una lunghezza doppia di quella che possiede nel fiore. 

La corolla che può avere colorazione gialla, purpurea, marrone o bianca, ha un tubo cilindrico e il lembo infundibuliforme che porta cinque scaglie pelose o laciniate, o cinque ciuffi di peli, o un anello di peli nella fauce.
 
Gli stami, inclusi nel tubo corollino, sono inseriti quasi alla metà del tubo o al disopra.

Lo stilo, incluso, porta uno stimma bifido.

Le nucule la cui forma può passare da ovoide a reniforme, possono ancora essere erette o oblique, lisce o costate,  e con uno spesso cercine basale.

## Distribuzione e habitat
Il genere è rappresentato da specie distribuite in Europa, nella parte occidentale del continente asiatico fino in India, e in Nord Africa.
In Italia sono presenti, con areale peraltro ristretto a poche regioni, quattro specie: Nonea echioides (segnalata in Puglia), Nonea lutea (avventizia in alcune aree di Veneto, Emilia-Romagna e Umbria), Nonea pulla (Val d'Aosta, Piemonte e Trentino-Alto Adige) e Nonea vesicaria (specie con areale iberico-nordafricano, presente solo in Sicilia).

## Tassonomia
Il genere comprende 44 specie:
- Nonea alpestris G.Don
- Nonea anchusoides Boiss. & Buhse
- Nonea anomala Hausskn. & Bornm.
- Nonea armeniaca (Kusn.) Grossh.
- Nonea calceolaris Nikif. & Pazij

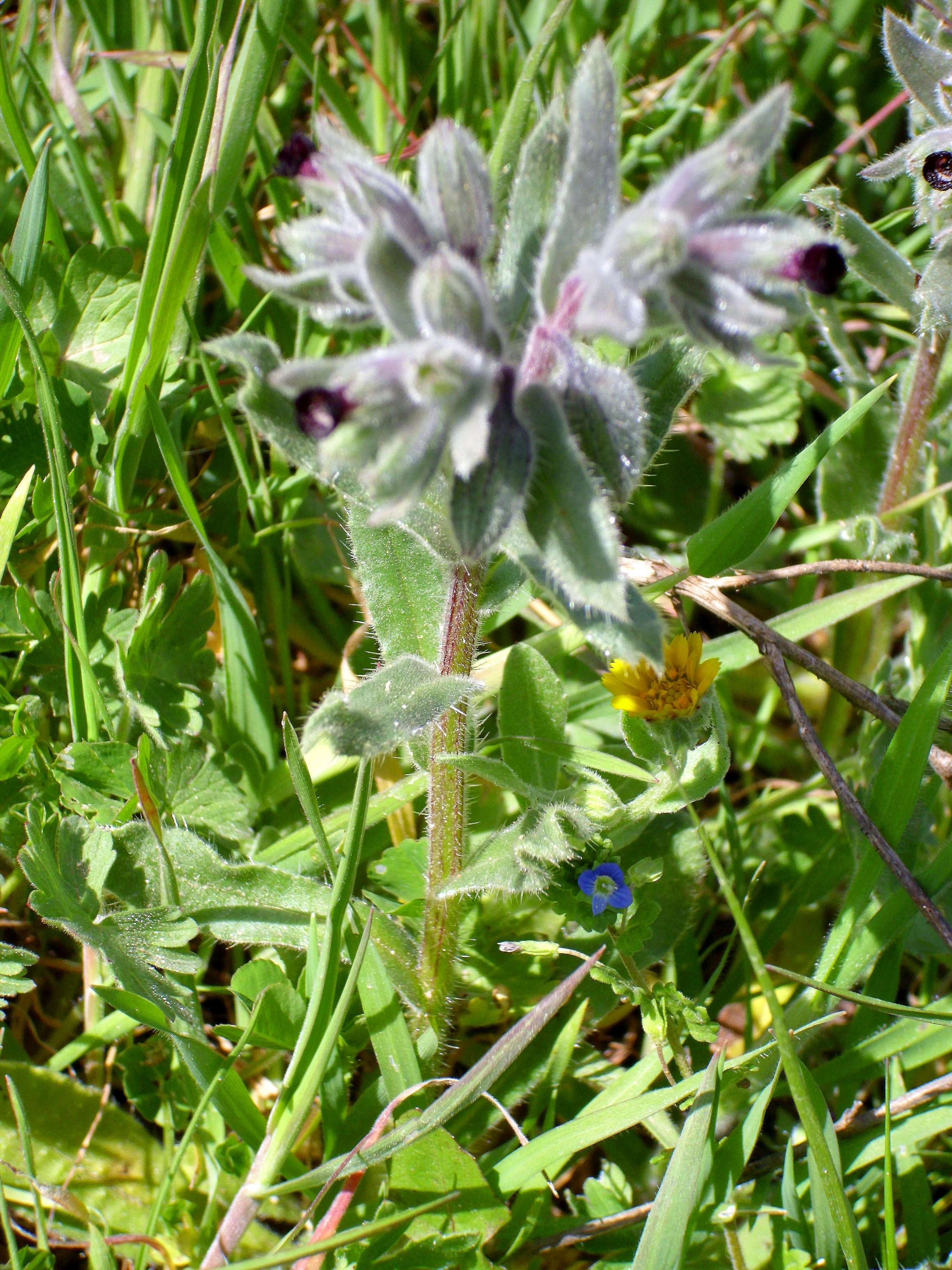
Nonea vesicaria

- Nonea calycina (Roem. & Schult.) Selvi, Bigazzi, Hilger & Papini
- Nonea caspica (Willd.) G.Don
- Nonea daghestanica Kusn.
- Nonea decurrens G.Don
- Nonea dumanii Bilgili & Selvi
- Nonea echioides (L.) Roem. & Schult.
- Nonea edgeworthii DC.
- Nonea flavescens (C.A.Mey.) Fisch. & C.A.Mey.
- Nonea heterostemon Murb.
- Nonea hypoleia Bornm.
- Nonea intermedia Ledeb.
- Nonea iranica Falat. & Pakravan
- Nonea kandaharensis Riedl
- Nonea karsensis Popov
- Nonea longiflora Wettst.
- Nonea lutea (Desr.) DC.
- Nonea macrantha (Riedl) A.Baytop
- Nonea macropoda Popov
- Nonea macrosperma Boiss. & Heldr.
- Nonea melanocarpa Boiss.
- Nonea micrantha Boiss. & Reut.
- Nonea minutiflora Riedl
- Nonea monticola (Rech.f.) Selvi & Bigazzi
- Nonea ovczinnikovii Czukav.
- Nonea pallens Petrovič
- Nonea palmyrensis (Post) Sam.
- Nonea persica Boiss.
- Nonea philistaea Boiss.
- Nonea pisidica Selvi, Bigazzi & Hilger
- Nonea polychroma Selvi & Bigazzi
- Nonea × popovii Guşul. & Tarn.
- Nonea pulla (L.) DC.
- Nonea pulmonarioides Boiss. & Balansa
- Nonea rosea (M.Bieb.) Link
- Nonea setosa Roem. & Schult.
- Nonea stenosolen Boiss. & Balansa
- Nonea turcomanica Popov
- Nonea versicolor (Steven) Sweet
- Nonea vesicaria (L.) Rchb.
- Nonea vivianii DC.